# Anna Radziwiłł

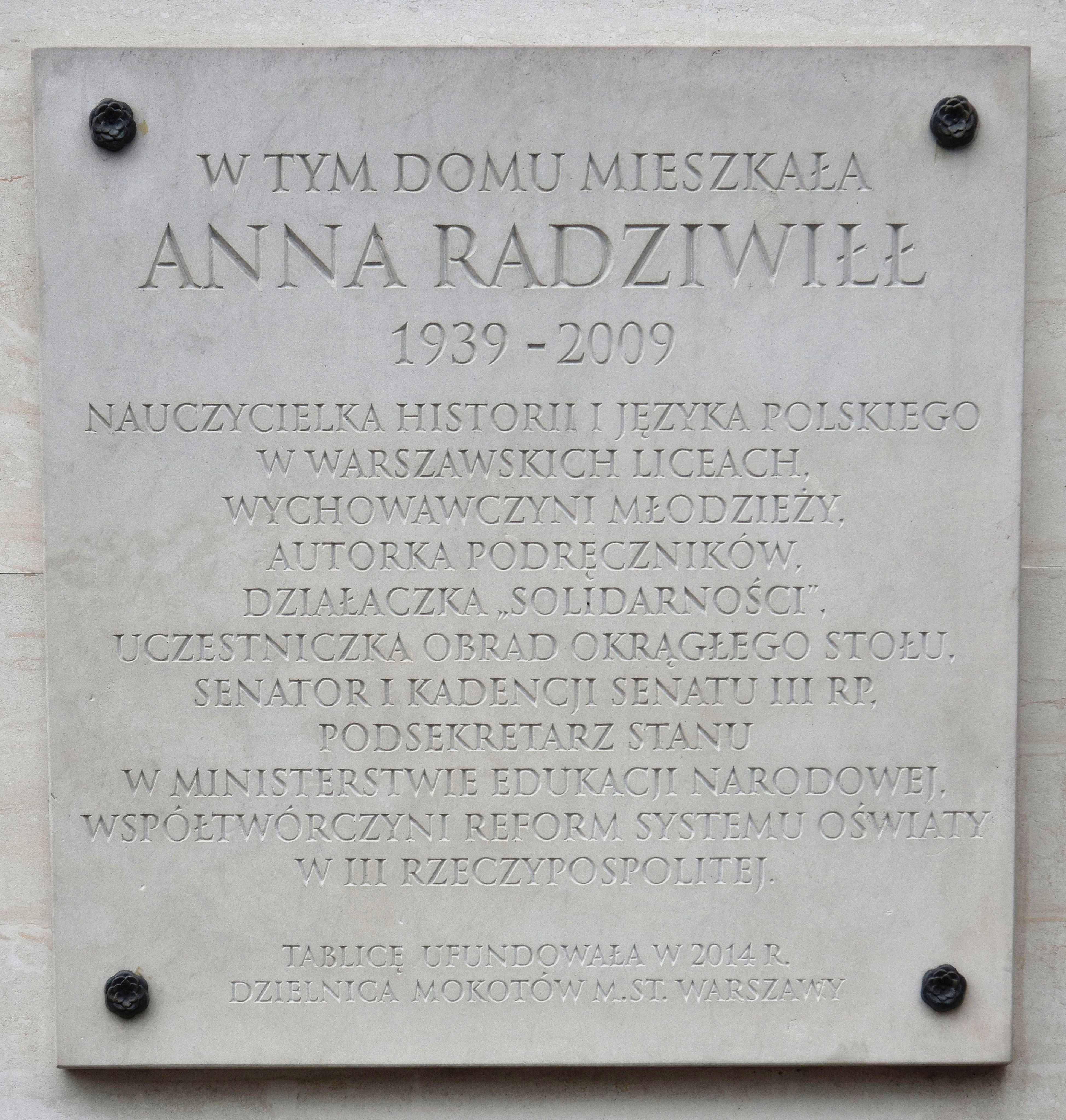
Tablica pamiątkowa na budynku przy ul. Antoniego Odyńca 3 w Warszawie, w którym mieszkała Anna Radziwiłł

Anna Maria Radziwiłł (ur. 20 kwietnia 1939 w Sichowie Dużym, zm. 22 stycznia 2009 w Warszawie) – polska pedagog, historyk, senator I kadencji, podsekretarz stanu w Ministerstwie Edukacji Narodowej (1989–1992, 2004–2005).

## Życiorys
Córka Krzysztofa Mikołaja Radziwiłła i Zofii z Popielów.
Absolwentka Wydziału Historycznego Uniwersytetu Warszawskiego (1961), na tej uczelni uzyskała następnie stopień naukowy doktora nauk humanistycznych w 1966. Przez ponad 30 lat była nauczycielką w szkołach średnich. W latach 1970–1982 pełniła funkcję zastępcy dyrektora XLI Liceum Ogólnokształcącego im. Joachima Lelewela w Warszawie. Pod koniec lat 80. prowadziła zajęcia z historii w warszawskim XVIII Liceum Ogólnokształcącym im. Jana Zamoyskiego, była też m.in. dyrektorką XXI Liceum Ogólnokształcącego im. Hugona Kołłątaja w Warszawie. Pracowała jako nauczycielka historii również w VI Liceum Ogólnokształcącym im. Tadeusza Reytana w Warszawie.
W 1980 wstąpiła do „Solidarności”, była przewodniczącą grupy ekspertów związku w negocjacjach z Ministerstwem Oświaty i Wychowania dotyczących zmian w programie nauczania historii. W stanie wojennym współpracowała z Prymasowskim Komitetem Pomocy Pozbawionym Wolności i ich Rodzinom. Brała udział w obradach Okrągłego Stołu jako reprezentantka strony solidarnościowo-opozycyjnej. W wyborach czerwcowych w 1989 została wybrana do Senatu z ramienia Komitetu Obywatelskiego.
W latach 1989–1992 pełniła funkcję podsekretarza stanu w Ministerstwie Edukacji Narodowej w kolejnych rządach solidarnościowych. Później związana ze środowiskiem Unii Demokratycznej i Unii Wolności. W latach 1997–2001 za rządów koalicji AWS-UW była doradcą ministra edukacji narodowej, współpracowała z zespołem opracowującym reformę szkolnictwa w 1999. W tym samym roku pełniła funkcję przewodniczącej Rady Fundacji Batorego. W rządzie Marka Belki od września 2004 do września 2005 była podsekretarzem stanu w MENiS, a następnie do listopada 2005 podsekretarzem stanu w MEN. W marcu 2008 została powołana do Rady Edukacji Narodowej, organu doradczego przy minister Katarzynie Hall.
Autorka i współautorka (m.in. z Wojciechem Roszkowskim) podręczników do nauki historii.
Zmarła 22 stycznia 2009. Została pochowana na cmentarzu w Wilanowie.

## Upamiętnienie
W listopadzie 2014 na fasadzie budynku przy ul. Antoniego Odyńca 3, w  którym mieszkała Anna Radziwiłł, odsłonięto tablicę pamiątkową.

## Odznaczenia
- Krzyż Komandorski z Gwiazdą Orderu Odrodzenia Polski (pośmiertnie, 2009)[8]
- Krzyż Komandorski Orderu Odrodzenia Polski (1998)[9]
- Złoty Krzyż Zasługi (1981)
- Medal Komisji Edukacji Narodowej (1991)